# Lottery!
Lottery!  è una serie televisiva statunitense in 17 episodi trasmessi per la prima volta nel corso di una sola stagione dal 1983 al 1984.
È una serie del genere commedia incentrata sulle vicende di persone comuni che vincono la lotteria diventando d'improvviso milionari e cambiando radicalmente la loro vita.

## Trama
In ogni episodio, più guest star diventano milionari (in due o tre storie diverse) quando la vincita alla lotteria porta loro fama e fortuna, ma anche problemi. Patrick Sean Flaherty lavora per la "Intersweep Lottery" ed è suo compito trovare i vincitori, informarli delle loro vincite, e dare loro una busta contenente 5.000 dollari in contanti e un assegno del valore dai due ai quattro milioni di dollari. In caso di controversie relative alla proprietà del biglietto vincente, Flaherty ha anche la funzione di arbitro incaricato di determinare il vero destinatario.
Eric Rush è un partner di Flaherty, un agente della Internal Revenue Service che cura la contabilizzazione dei versamenti e dispone gli obblighi fiscali del vincitore. Ogni episodio ha luogo in una città diversa negli Stati Uniti. Alla fine di ogni episodio, nella versione originale viene visualizzata la seguente avvertenza: "La lotteria Intersweep è fittizia. Salvo licenza da parte dei governi statali, le lotterie in questo paese sono illegali."
Lottery! non è la prima serie incentrata intorno all'euforia e alle sfide della ricchezza improvvisa. La premessa fondamentale è vagamente simile ad una precedente serie, The Millionaire, con Marvin Miller, in cui però il denaro viene donato da un misterioso benefattore a specifici individui a sua scelta. Nel 1979, la NBC produsse Sweepstakes, una serie di breve durata con una premessa simile (anch'essa durata una sola stagione). Nel 2006, la NBC ci provò di nuovo con Windfall, una serie su un gruppo di venti amici che vincono diversi milioni di dollari alla lotteria, ma la serie durò solo tre mesi prima della cancellazione.

## Personaggi e interpreti
- Eric Rush (17 episodi, 1983-1984), interpretato da Marshall Colt.
- Patrick Sean Flaherty (17 episodi, 1983-1984), interpretato da	Ben Murphy.
- giocatore di poker (2 episodi, 1983-1984), interpretato da Brendon Boone.

## Produzione
La serie, ideata da Rick Rosner, fu prodotta da Orion Television Entertainment e Rosner Television  Le musiche furono composte da Ken Heller (tema: Turn of the Cards di Alan Graham). Il titolo di lavorazione fu Lottery$.

### Registi
Tra i registi della serie sono accreditati:
- James Sheldon (4 episodi, 1983-1984)
- Barry Crane (2 episodi, 1983-1984)
- Michael Vejar (2 episodi, 1983-1984)

## Distribuzione
La serie fu trasmessa negli Stati Uniti dal 1983 al 1984 sulla rete televisiva ABC. In Italia è stata trasmessa nel 1985 su Canale 5 con il titolo Lottery!.
Alcune delle uscite internazionali sono state:
- negli Stati Uniti il 9 settembre 1983 (Lottery!)
- in Francia il 25 novembre 1984
- in Germania Ovest nel gennaio 1987
- in Svezia (Högsta vinsten)
- in Perù (Lotería)
- in Italia (Lottery!)

## Episodi
| Stagione       | Episodi | Prima TV USA |
| -------------- | ------- | ------------ |
| Prima stagione | 17      | 1983-1984    |